# Münk
Münk ist eine Ortsgemeinde im Landkreis Mayen-Koblenz in Rheinland-Pfalz. Sie gehört der Verbandsgemeinde Vordereifel an, die ihren Verwaltungssitz in Mayen hat.

## Geographische Lage
Münk liegt westlich von Mayen in der Vulkaneifel. Ein beträchtlicher Teil der Ortsgemarkung besteht aus Wald in Gemeindeeigentum. Im Nachbarort Boos wird das Doppelmaar zur Touristenattraktion ausgebaut. Man erreicht Münk entweder von Ditscheid oder indem man zwischen Boos und Nachtsheim von der B 410 abbiegt.
Über die Gemarkung fließen drei kleine Bäche, der Mimbach, der Eschbach und der Linderseifen. Der Linderseifen fließt in den Mimbach und der Mimbach und der Eschbach fließen in die Elz.

## Geschichte
Münk wird 1347 als Munkebach in einem Lehensrevers des Gerhard von Ditscheid gegenüber Philipp und Theoderich von Virneburg erstmals erwähnt. Weitere Namensformen: 1583 Monnike, 1724 Munich, 1780 Münung. Der Ort teilte die Schicksale der Grafschaft Virneburg im Alten Reich (bis 1794): Nach dem Aussterben der Grafen von Virneburg kam er an die Grafen von Manderscheid-Schleiden und 1593 von diesen an die Grafen von Löwenstein-Wertheim.
1808 bestand die Gemarkung des damals zur Mairie Virneburg gehörigen Orts aus 88 Hektar Ackerland, 12 Hektar Wiesen und 131 Hektar Waldungen.
Am 5. Juli 1922 verwüstete ein Wirbelsturm den Ort. Kaum ein Haus blieb unbeschädigt.
Statistik zur Einwohnerentwicklung
1583 zählte ein Bericht in Münk 25 Untertanen, 1623 waren es 25 Familien.
Die weitere Entwicklung der Einwohnerzahl von Münk, die Werte von 1871 bis 1987 beruhen auf Volkszählungen:
| Jahr | Einwohner |
| ---- | --------- |
| 1815 | 167       |
| 1835 | 183       |
| 1871 | 149       |
| 1905 | 171       |
| 1939 | 190       |
| 1950 | 202       |
| 1961 | 201       |

| Jahr | Einwohner |
| ---- | --------- |
| 1970 | 236       |
| 1987 | 261       |
| 2005 | 265       |
| 2011 | 252       |
| 2017 | 259       |
| 2022 | 262       |

## Politik

### Gemeinderat
Der Gemeinderat in Münk besteht aus sechs Ratsmitgliedern, die bei der Kommunalwahl am 9. Juni 2024 in einer Mehrheitswahl gewählt wurden, und der ehrenamtlichen Ortsbürgermeisterin als Vorsitzender.

### Bürgermeister
Marita Heimermann wurde am 16. Juli 2024 Ortsbürgermeisterin von Münk. Da für die Direktwahl am 9. Juni 2024 kein Wahlvorschlag eingereicht wurde, oblag die Neuwahl des Bürgermeisters gemäß rheinland-pfälzischer Gemeindeordnung dem Rat, der auf seiner konstituierenden Sitzung einstimmig Marita Heimermann wählte.
Heimermanns Vorgänger Alfred Steffens hatte das Amt 2014 übernommen und kandidierte bei der Wahl 2024 nicht mehr als Ortsbürgermeister. Sein Vorgänger war Ferdinand Retterath, der das Amt 20 Jahre ausübte.

### Wappen
| Wappen von Münk | Blasonierung: „Unter goldenem Schildhaupt mit drei roten Rauten balkenweise, in Blau zwei silberne Hirschstangen, dazwischen ein goldenes lateinisches Kreuz.“                                                                              |
| Wappen von Münk | Wappenbegründung: Während die Rauten des oberen Teils auf die Grafschaft Virneburg Bezug nehmen, verweist der untere Teil auf den Kapellenpatron St. Hubertus. Das seit 1996 geführte Wappen wurde von dem Heraldiker Karl Becke entworfen. |

## Kultur und Sehenswürdigkeiten
Siehe auch Liste der Kulturdenkmäler in Münk

### Hubertuskapelle
1758 wurde eine kleine Kapelle zu Ehren des St. Hubertus erbaut. Von einem Vorgängerbau, aus dem die 1942 abtransportierte Glocke von 1748 stammte, ist nichts Näheres bekannt. Der mit der Jahreszahl 1888 bezeichnete Neubau wurde am 15. November 1887 eingeweiht. Pfarrort war fast immer Nachtsheim.

### Dorfgemeinschaft
Die Zusammenarbeit im Gemeinderat des Dorfes sei äußerst gut, das Vereinsleben rege. Der größte Verein ist die 1956 gegründete Hubertus-Schützenbruderschaft mit ca. 60 Mitgliedern. Sie richtet das Schützenfest am 2. Sonntag im Juli und im Herbst das Dorffest in der Schützenhalle – für den Bürgermeister ein „Schmuckstück“ – aus. Die Kirmes am 1. Maisonntag wird dagegen derzeit vom Junggesellenverein betreut. Aktiv sind aber auch die Freiwillige Feuerwehr und die Möhnen.
Früher standen am Ortsrand rund um das Dorf sieben Holzkreuze, zu denen man sich begab, um bei einer schweren Krankheit für den Kranken zu beten. 2004 wurden von der Dorfgemeinschaft die Kreuze wieder errichtet, damit dieser Brauch nicht in Vergessenheit gerate.

## Wirtschaft und Infrastruktur

### Wirtschaft
Für den seit 1994 amtierenden Ortsbürgermeister Ferdinand Retterath ist Münk 2005 eine „gesunde Wohngemeinde“ mit der Hoffnung auf weitgehende Schuldenfreiheit, wenn die Kredite für das Dorfgemeinschaftshaus abbezahlt sind. Das früher rein landwirtschaftlich geprägte Dorf hat sich – wie viele andere Orte im Umkreis – zur Pendlergemeinde entwickelt. Viele arbeiten in Mayen, der Bürgermeister selber fährt nach Koblenz zur Arbeit. Derzeit gibt es nur noch zwei Nebenerwerbslandwirte mit Viehwirtschaft. Durchaus nicht untypisch für die Umgebung ist die landwirtschaftliche Nutzfläche an zwei bis drei Großlandwirte verpachtet, die in rund 15 Gemeinden Land bewirtschaften. Früher pendelten viele Einwohner, die im Straßenbau beschäftigt waren, nach Köln oder Bonn. Hauptarbeitgeber war zeitweise die ortsansässige Werkzeugfabrik Elora (Hauptsitz in Remscheid), gegründet ca. 1957/58. Zu nennen ist außerdem die Aufzucht von Weihnachtsbäumen (Tannen) auf eigenen Grundstücken, die einige Bürger betreiben (ähnlich wie z. B. in Boos).

### Entwicklungsperspektiven
Münks Kapital ist die intakte Natur der Eifel. Wer sich entscheidet hier zu leben, sagt der Bürgermeister, entscheidet sich für die Landschaft. 2004/05 wurden im Rahmen der Flurbereinigung etliche Kilometer an Wanderwegen ausgebaut. Da anders als im benachbarten Boos jegliche touristische Infrastruktur fehlt – Münk hat weder ein Geschäft noch ein Gasthaus – spielt der Fremdenverkehr nur eine sehr kleine Rolle. In den Fremdenzimmern logieren allerdings Gäste, wenn Rennen auf dem nahe gelegenen Nürburgring stattfinden.

### Schule
Die Dorfschule bestand bis 1965, heute müssen die Kinder in Boos (Grundschule) oder Nachtsheim (Realschule plus) die Schule besuchen. Das 1895 erbaute Schulgebäude dient inzwischen als Dorfgemeinschaftshaus (1995 eingeweiht). Im Jahr 1963 wechselten erstmals drei Kinder aus Münk auf eine höhere Schule.

## Trivia
So wie die Nachtsheimer früher als Strühmännche (Strohmännchen) und die Booser als Ochsen aufgezogen wurden, gab es auch für die Münker einen Ortsnecknamen: Münker Mücken – vermutlich aufgrund des Ortsnamens.

## Bilder

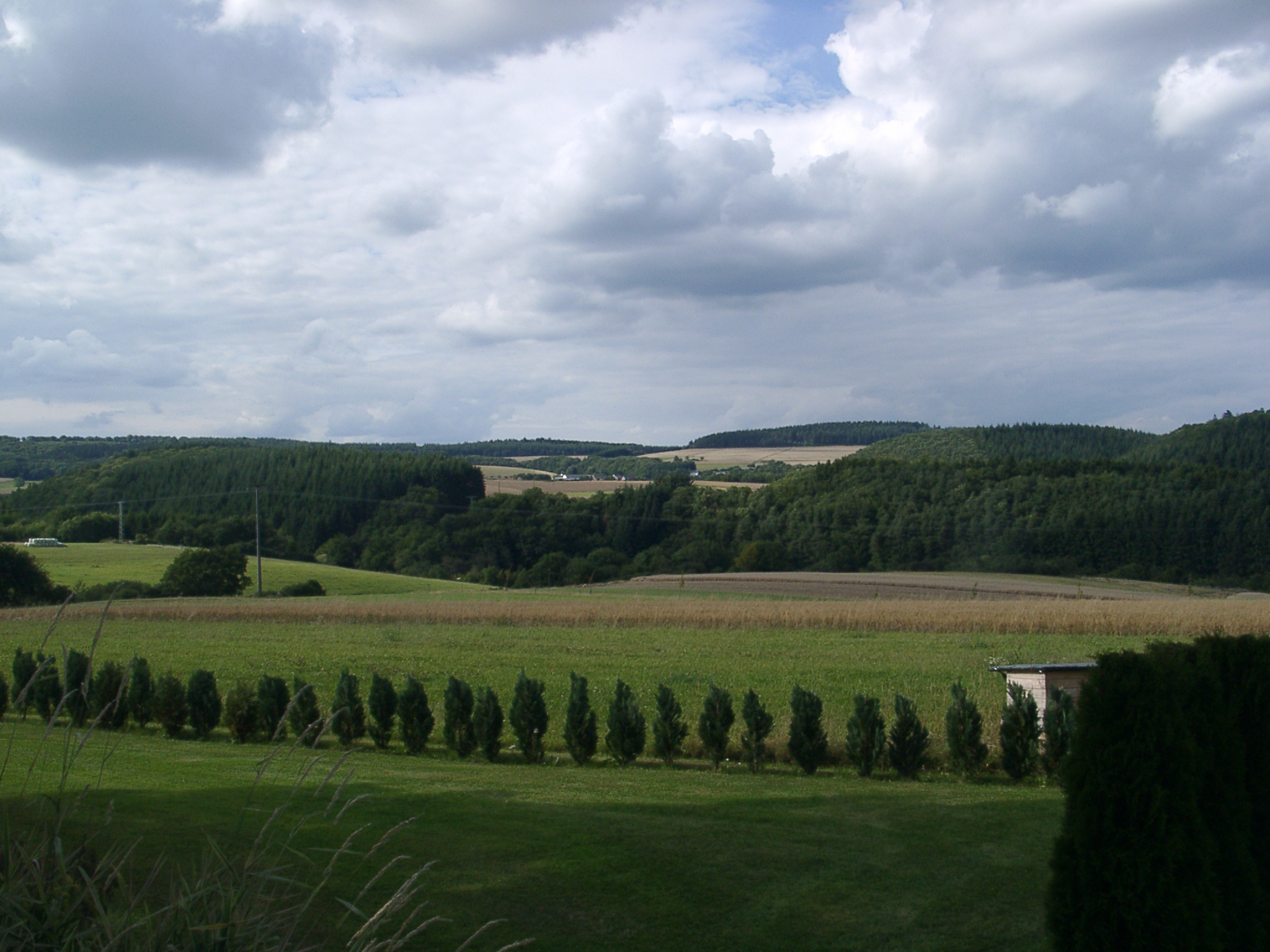
Eifellandschaft bei Münk, Blick auf den Nachbarort Lind
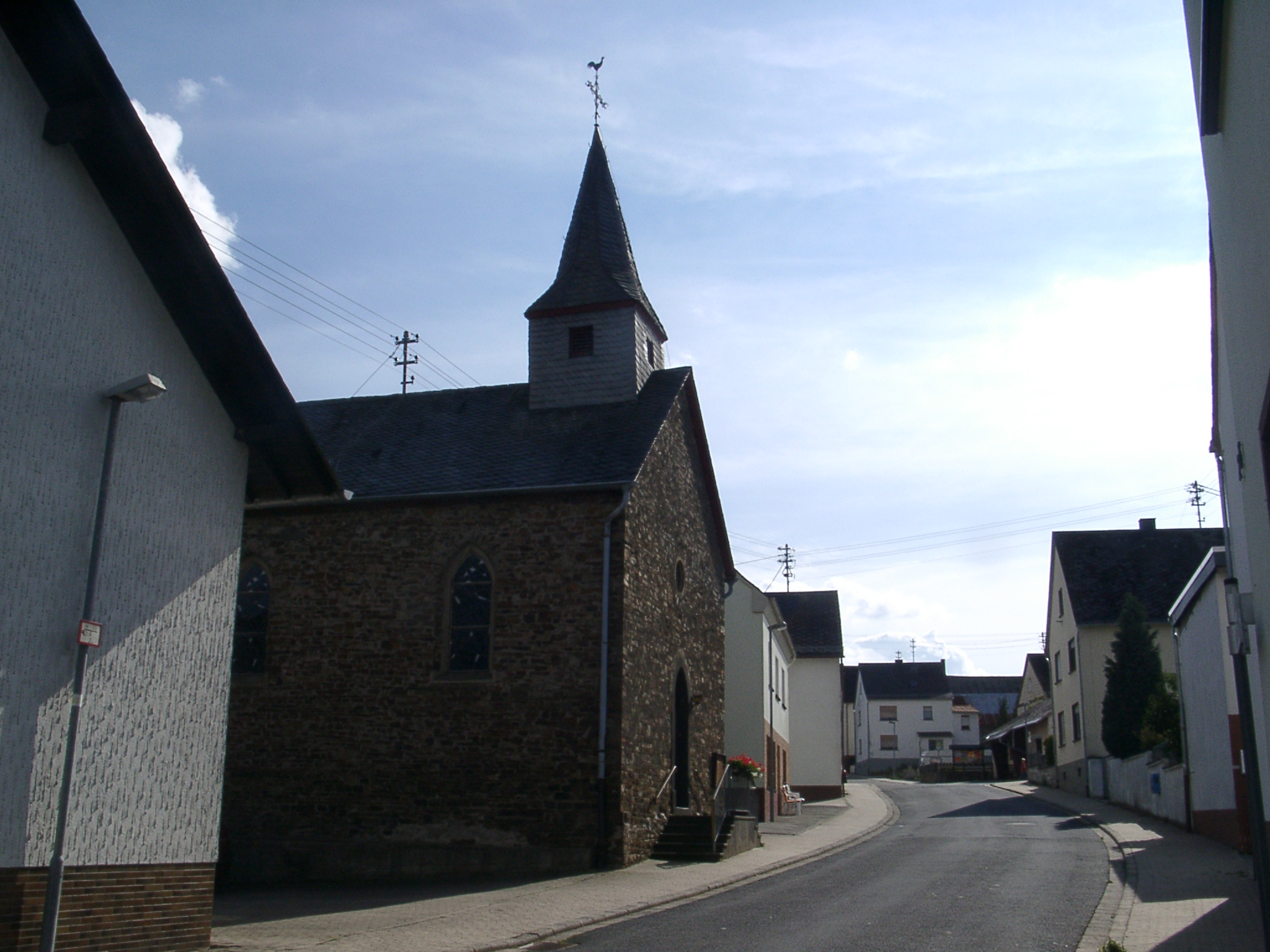
Kapelle St. Hubertus von 1888
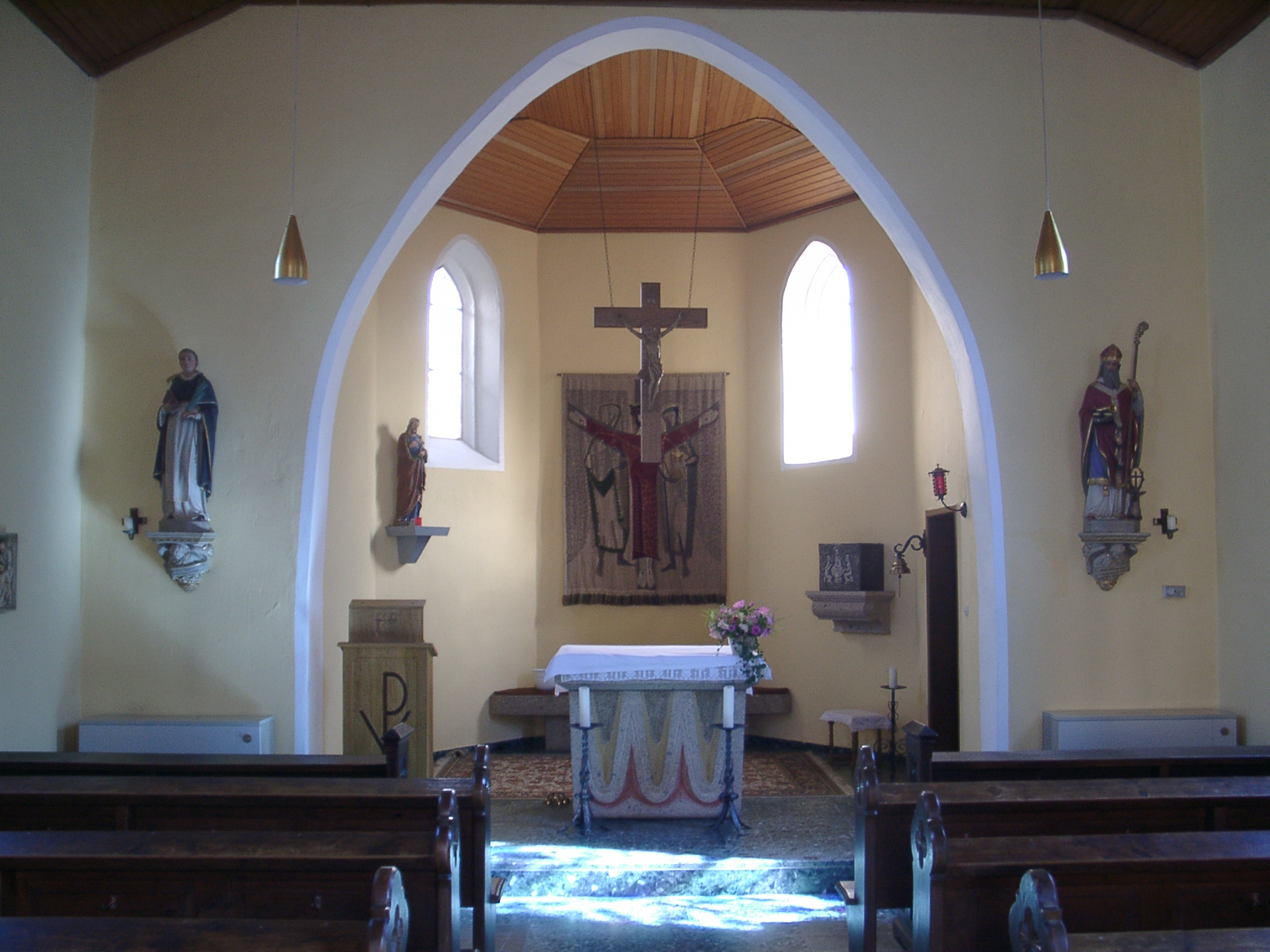
Inneres der Kapelle
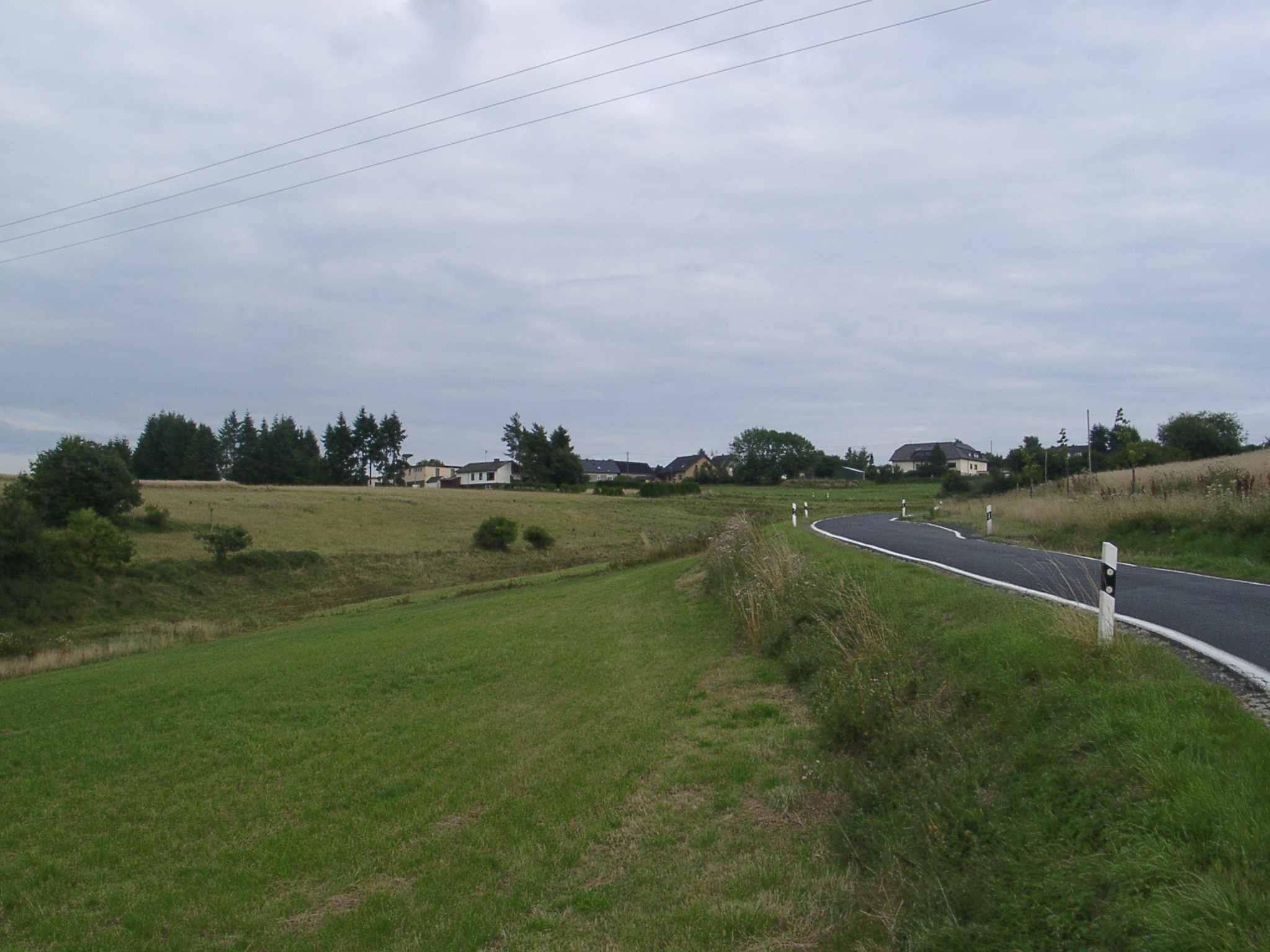
Ortsansicht, Anfahrt von Boos